# Majulah Singapura
Majulah Singapura este imnul național al statului Singapore. În limba malaieză înseamnă "Înainte Singapore!".
1. ↑  , 2 decembrie 2019 https://www.straitstimes.com/singapore/new-rendition-of-majulah-to-mark-60th-anniversary-of-state-symbols, accesat în 21 aprilie 2021 Lipsește sau este vid: |title= (ajutor)